# Quận Denton, Texas
Quận Denton (tiếng Anh: Denton County) là một quận nằm trong tiểu bang Texas. Năm 2000, dân số quận là 432.976 người, trong năm 2007, Cục Điều tra Dân số Hoa Kỳ ước tính dân số đã lên tới 612.357 người. Quận này là một phần của vùng đô thị Dallas - Fort Worth, đây là một trong những quận phát triển nhanh nhất tại Hoa Kỳ. Quận lỵ là Denton [1] Các quận. Và thành phố đều được đặt tên theo John B. Denton, một nhà thuyết giáo, luật sư là những người, và người lính.
Theo Cục điều tra dân số Hoa Kỳ, quận có tổng diện tích 958 dặm vuông (2.481 km ²), trong đó, 889 dặm vuông (2.301 km ²) là đất và 69 dặm vuông (180 km ²) của nó (7,24%) là mặt nước.

## Thành phố và thị trấn
| - Argyle - Aubrey - Bartonville - Bolivar - Carrollton † - Coppell † - Copper Canyon - Corinth - Corral City - Cross Roads - Dallas † | - Denton - DISH - Double Oak - Elizabethtown - Flower Mound - Fort Worth † - Frisco † - Hackberry - Haslet † - Hebron - Hickory Creek | - Highland Village - Justin - Krugerville - Krum - Lake Dallas - Lakewood Village - Lewisville - Lincoln Park - Little Elm - Northlake - Oak Point | - Pilot Point - Plano † - Ponder - Prosper † - Roanoke - Sanger - Shady Shores - Southlake † - The Colony - Trophy Club - Westlake † |

† chỉ một phần của thành phố nằm trong quận Denton